# 1929 v hudbě
Tento článek obsahuje události související s hudbou, které proběhly v roce 1929.

## Narození
- 3. leden – Ernst Mahle, brazilský skladatel[1][2]
- 6. leden – Wilbert Harrison, zpěvák († 1994)[3][4]
- 22. leden – Petr Eben, skladatel († 2007)
- 28. leden – Acker Bilk, jazzový hudebník
- 10. únor – Jerry Goldsmith, skladatel filmové hudby († 2004)
- 4. březen – Bernard Haitink, houslista a dirigent[5][6]
- 22. března – P. Ramlee, malajský herec a zpěvák († 1973)
- 1. duben – Jane Powell, zpěvačka a herečka[7][8]
- 5. duben – Joe Meek, hudební producent († 1967)[9][10]
- 6. duben – André Previn, pianista
- 2. květen – Link Wray, americký rockový kytarista
- 9. červen – Johnny Ace, zpěvák († 1954)
- 23. červen – June Carter Cash, zpěvačka a manželka Johnny Cashe († 2003)
- 18. červenec – Screamin' Jay Hawkins, zpěvák († 2000)
- 16. srpen – Bill Evans, jazzový pianista († 1980)
- 12. říjen – Nappy Brown, bluesový zpěvák[11][12]
- 12. listopad – Tošiko Akijoši, jazzová pianistka[13][14]
- 28. listopad – Berry Gordy, hudební producent
- 23. prosinec – Chet Baker, jazzový trumpetista († 1988)